# Václav Hejl
Václav Hejl (* 19. září 1945) je bývalý československý motocyklový závodník, reprezentant v ploché dráze.

## Závodní kariéra
V Mistrovství Československa jednotlivců startoval v letech 1971-1978, nejlépe skončil v letech 1974 a 1974 na 9. místě. V Mistrovství Československa dvojic skončil v roce 1979 na 7. místě. V letech 1973-1976 startoval v kvalifikačních závodech mistrovství světa jednotlivců, nejlépe skončil v roce 1976 na 12. místě v kontinentálním polofinále. V letech 1974-1976 reprezentoval Československo v závodech mistrovství světa družstev. Závodil za ČSAD Plzeň.